# Deserto di Simpson
Il deserto di Simpson è una ecoregione desertica australiana (codice ecoregione: AA1308).

## Territorio
Il deserto Simpson, posto nel cuore arido del continente australiano, occupa una superficie di oltre 58.000 km² ed è caratterizzato, soprattutto nella parte meridionale e occidentale della regione, da imponenti sistemi di dune, alte sino a 10 m, formatesi lungo un antico alveo fluviale; alcuni di questi sistemi si susseguono per estensioni notevoli, sino a 200 km.
Le aree interdunali accolgono depressioni argillose poco profonde, linee serpentiformi di vegetazione che segnano alvei di fiumi in secca e la sconfinata piana salata, bianca e accecante, del lago Eyre, posta nel settore meridionale, che è il centro di uno dei più grandi bacini endoreici del mondo.
Nella regione si trovano anche aree acquitrinose, che si formano in zone di affioramento del Grande Bacino Artesiano sotteso a gran parte della regione; pur coprendo aree molto limitate, sono una grande risorsa per la biodiversità della regione.

## Clima
L'area è caratterizzata da un clima desertico arido e molto caldo. Le precipitazioni sono molto scarse, con una media di circa 150 mm di pioggia all'anno, concentrati prevalentemente in estate.

## Flora

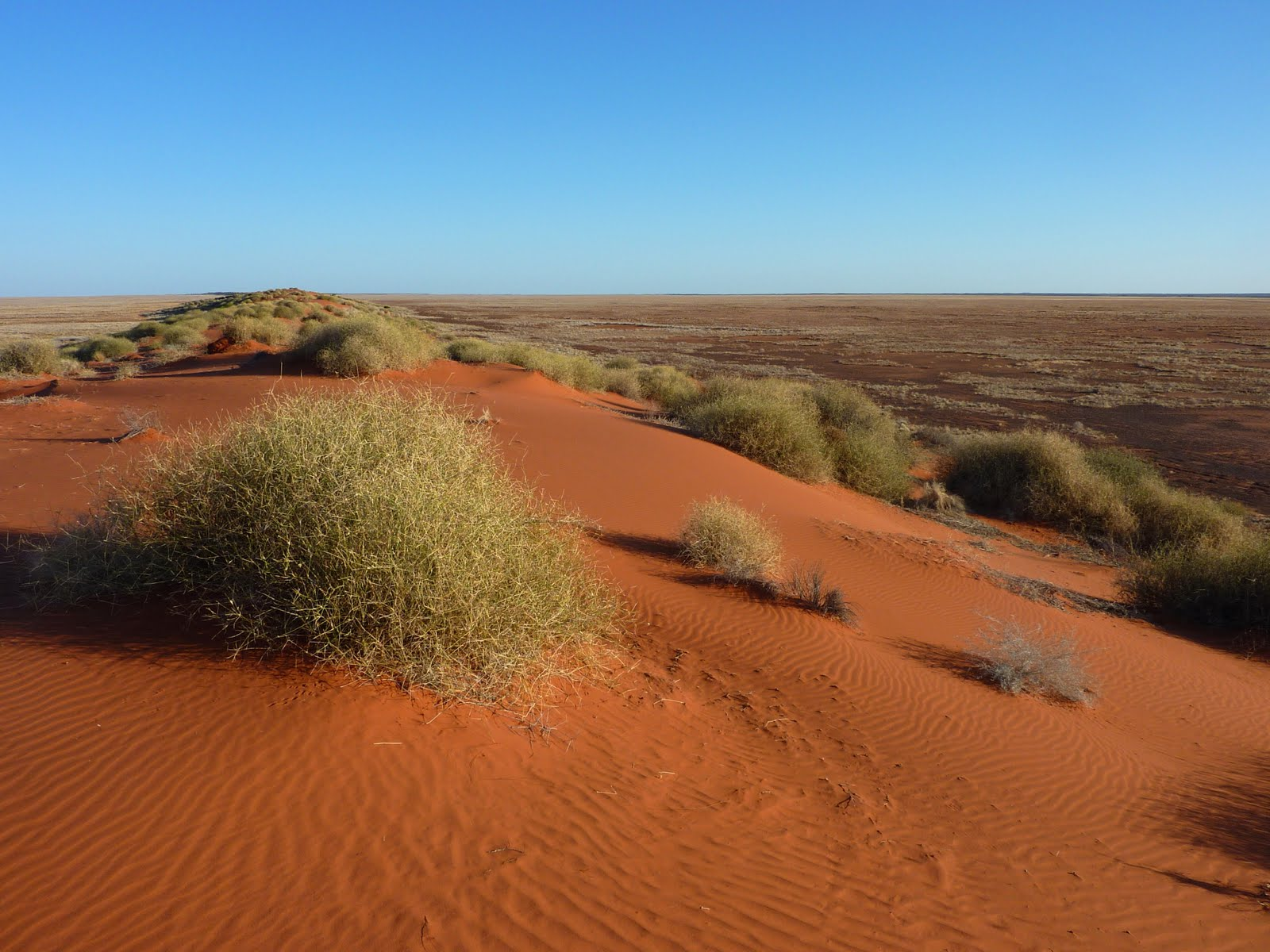
Dune nei pressi di Andado, Territorio del Nord

Le vaste distese di terreno sabbioso di colore rosso sono coperte da cespugli spinosi di Triodia spp. e di stentati eucalipti che hanno sviluppato sistemi originali per raccogliere e conservare l'acqua delle scarse piogge.
Sulle dune cresce la Zygochloa paradoxa, una specie erbacea che assolve la importante funzione di stabilizzare il suolo, mentre nelle aree interdunali si può trovare Acacia georginae. Le pianure alluvionali sono ricoperte da specie erbacee effimere dei generi Astrebla, Eragrostis, Sclerolaena e Atriplex. Lungo i corsi d'acqua si addensano foreste di eucalipto (Eucalyptus coolabah) e nelle zone acquitrinose crescono cespugli di Muehlenbeckia spp., Chenopodium spp., Eragrostis australasica e altre specie erbacee effimere.

## Fauna

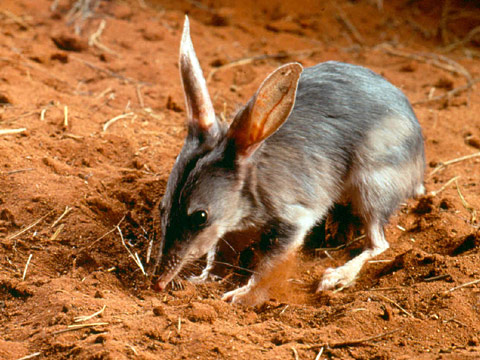
Bilby maggiore (Macrotis lagotis)

Il deserto di Simpson ospita diverse specie animali,tra cui 34 specie di mammiferi, 231 uccelli, 22 anfibi, 13 pesci e 125 rettili.  Tali organismi, adattati alla vita nel deserto, sono attivi in prevalenza durante la notte, mentre durante il giorno, con temperature estive che toccano anche i 50 °C, i movimenti sono assai più limitati.
Tra i mammiferi presenti nell'area possono essere citati il bilby maggiore (Macrotis lagotis), il dunnart dai piedi pelosi (Sminthopsis hirtipes), il topo saltatore scuro (Notomys fuscus), il mulgara dalla coda crestata (Dasycercus cristicauda) e il kowari (Dasyuroides byrnei).
Le aree umide dell'ecoregione attraggono diverse specie di uccelli tra cui l'anatra lentigginosa  (Stictonetta naevosa), l'anatra muschiata australiana (Biziura lobata), il cigno nero (Cygnus atratus), il gabbiano australiano (Chroicocephalus novaehollandiae), il pellicano australiano (Pelecanus conspicillatus), l'airone bianco maggiore (Ardea alba), il mignattaio (Plegadis falcinellus), il cavaliere fasciato (Cladorhynchus leucocephalus, il cacatua rosa (Eolophus roseicapilla) e lo scricciolo d'erba grigio (Amytornis barbatus).

## Conservazione
L'ecoregione include, in tutto o in parte, i seguenti parchi nazionali: Munga-Thirri, Goneaway, Diamantina, Lochern, Bladensburg, Welford, Witjira, Sturt e Kati Thanda-Lake Eyre.